# Вайонт
Вайонт (итал. Vajont) — коммуна в Италии, располагается в регионе Фриули-Венеция-Джулия, в провинции Порденоне.
Население составляет 1646 человек (2008 г.), плотность населения составляет 1 014 чел./км². Занимает площадь 2 км². Почтовый индекс — 33080. Телефонный код — 0427.
В коммуне 14 сентября  особо празднуется Воздвижение Креста Господня.

## Демография
Динамика населения:

## Администрация коммуны
- Официальный сайт: